# Jeu de coordination
Dans la théorie des jeux, les jeux de coordination sont une classe de jeux comportant de multiples équilibres de stratégie purs dans lesquels les joueurs choisissent les mêmes stratégies ou des stratégies correspondantes. 

## Exemples
Un cas typique pour un jeu de coordination consiste à choisir les côtés de la route sur lesquels conduire, une norme sociale qui peut sauver des vies si elle est largement respectée. Dans un exemple simplifié, supposons que deux conducteurs se rencontrent sur un chemin de terre étroit. Les deux doivent s'écarter afin d'éviter une collision frontale. Si les deux exécutent la même manœuvre de contournement, ils parviendront à se dépasser, mais s’ils choisissent des manœuvres différentes, ils se heurteront. Dans la matrice de paiement de la figure 2, la réussite est représentée par un gain de 10 et une collision par un gain de 0.
Dans ce cas, il existe deux équilibres de Nash purs: soit les deux tournent à gauche, soit les deux tournent à droite. Dans cet exemple, il n'a pas d' importance quel côté les deux joueurs choisissent, aussi longtemps que les deux prennent la même chose. Les deux solutions sont efficaces Pareto . Ce n'est pas vrai pour tous les jeux de coordination, comme le montre le jeu de coordination pur de la Fig. 3. La coordination pure (ou l’intérêt commun) est le jeu dans lequel les joueurs préfèrent tous les deux le même résultat d’équilibre de Nash. Ici, les deux joueurs préfèrent faire la fête plutôt que de rester à la maison pour regarder la télévision. Le résultat {Parti, Parti} Pareto domine le résultat {Home, Home}, de la même manière que Pareto domine les deux autres résultats, {Party, Home} et {Home, Party}. 
Ceci est différent dans un autre type de jeu de coordination appelé communément bataille des sexes (ou coordination d'intérêts contradictoires), comme illustré à la Fig. 4. Dans ce jeu, les deux joueurs préfèrent s’engager dans la même activité que le seul, mais leurs préférences diffèrent selon l’activité à laquelle ils doivent s’engager. Le joueur 1 préfère qu'ils fassent la fête alors que le joueur 2 préfère rester à la maison. 
Enfin, le jeu de chasse au cerf de la Fig. 5 montre une situation dans laquelle les deux joueurs (chasseurs) peuvent bénéficier s'ils coopèrent (chasse d'un cerf). Toutefois, la coopération peut échouer car chaque chasseur dispose d’une alternative plus sûre car elle n’exige pas de coopération pour réussir (chasser un lièvre). Cet exemple de conflit potentiel entre sécurité et coopération sociale est à l'origine dû à Jean-Jacques Rousseau. 

### Normes volontaires
En sciences sociales, une norme volontaire (lorsqu'elle est également qualifiée de norme de facto ) est une solution typique à un problème de coordination. Le choix d'une norme volontaire tend à être stable dans des situations dans lesquelles toutes les parties peuvent réaliser des gains mutuels, mais uniquement en prenant des décisions cohérentes. 
En revanche, une norme d'obligation (imposée par la loi en tant que "norme de jure ") est une solution au problème du prisonnier. 

## Coordination et sélection d'équilibre
Des jeux tels que l'exemple de conduite ci-dessus ont montré la nécessité de résoudre les problèmes de coordination. Nous sommes souvent confrontés à des circonstances dans lesquelles nous devons résoudre des problèmes de coordination sans capacité de communiquer avec notre partenaire. De nombreux auteurs ont suggéré que des équilibres particuliers sont focaux pour une raison ou une autre. Par exemple, certains équilibres peuvent générer des gains plus importants, être naturellement plus saillants, plus équitables ou plus sûrs . Parfois, ces raffinements entrent en conflit, ce qui rend certains jeux de coordination particulièrement compliqués et intéressants (par exemple, la chasse au cerf, dans laquelle {Stag, Stag} rapporte plus, mais {Hare, Hare} est plus sûr). 

## Résultats expérimentaux
Les jeux de coordination ont été étudiés dans des expériences de laboratoire. Une de ces expériences réalisée par Bortolotti, Devetag et Andreas Ortmann était une expérience de lien faible dans laquelle on demandait à des groupes d’individus de compter et de trier les pièces afin de mesurer la différence entre les incitations individuelles et les incitations de groupe. Les joueurs participant à cette expérience ont reçu un gain basé sur leur performance individuelle, ainsi qu'un bonus pondéré par le nombre d'erreurs accumulées par leur membre de l'équipe le moins performant. Les joueurs avaient également la possibilité d’acquérir plus de temps, le coût en étant déduit de leur gain. Bien que les groupes aient initialement échoué à se coordonner, les chercheurs ont observé qu'environ 80% des groupes participant à l'expérience se sont coordonnés avec succès lorsque le jeu a été répété. 
Lorsque les universitaires parlent d'échec de la coordination, la plupart des cas montrent que les sujets acquièrent la domination du risque plutôt que celle du gain. Même lorsque les gains sont meilleurs lorsque les joueurs coordonnent leurs efforts sur un équilibre, souvent, ils choisiront l'option la moins risquée qui leur garantira un gain et aboutiront à un équilibre moins rentable. Les joueurs risquent davantage de ne pas coordonner leurs activités avec une option plus risquée lorsque la différence entre prendre le risque ou l'option sans danger est plus petite. Les résultats de laboratoire suggèrent que l’échec de la coordination est un phénomène courant dans le cadre de jeux de statistiques d’ordre et de jeux de chasse au cerf. 